# Ист-Реннелл

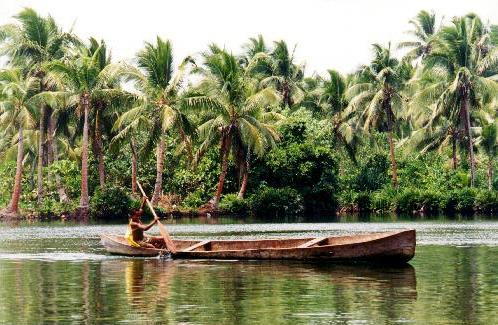

Ист-Реннелл (англ. East Rennell) — восточная часть острова Реннелл, который является самым большим в мире поднятым атоллом — размером 15 на 86 км. Включён в список Всемирного наследия ЮНЕСКО.
Объект наследия занимает площадь в 37 000 га на территории южной трети этого острова и также включает в себя прилегающую акваторию радиусом 3 морских мили. Главным природным объектом острова является озеро Тегано, которое в прошлом было лагуной этого атолла. Оно считается крупнейшим внутренним водоемом во всей Океании и занимает площадь 15 500 га. В озере солоноватая вода и множество известняковых скалистых островков. В нём обитает несколько эндемичных видов. Остальная, преобладающая часть острова преимущественно покрыта густыми лесами, образующими сплошной полог высотой около 20 метров.